# Euglandina rosea
Euglandina rosea е вид сухоземно хищно коремоного мекотело от семейство Spiraxidae.

## Разпространение
Видът е разпространен САЩ от Тексас на запад до Южна Каролина на изток и Флорида на юг. Видът е разпространен на Хавай и редица острови в Тихи океан. Поради хищническия си нрав видът е довел до изчезването на редица местни видове – островни ендемити в местата на интродукция.

## Описание
Тялото е светлосиво или бежово с дължина от 7 до 10 cm. Раковината е с вретеновидна форма, удължена и дебела. На цвят е кафяво-розова или светлокафява с дължина около 40 – 50 mm и диаметър 27,5 mm. Долните пипала са дълги и добре развити и почти опират земята.

## Хранене
Видът е хищен. Храни се с охлюви в местообитанията, където се среща.